# دودج (تكساس)
دودج (بالإنجليزية: Dodge)‏ هي مدينة أمريكية تقع في ولاية تكساس.